# The Robots
"The Robots" (Duitse titel: "Die Roboter") is een single van de Duitse synthpop-formatie Kraftwerk uit 1978, geschreven door bandleden Ralf Hütter, Florian Schneider en Karl Bartos. Het nummer is afkomstig van het album The Man-Machine.

## Inhoud
"The Robots / Die Roboter" werd door de band als single uitgebracht met het nummer "Spacelab" als B-kant.
De tekst van het nummer verwijst naar het voor de jaren zeventig vrijzinnige gebruik van robotica. De Russische zinnen "Я твой слуга" (Ya tvoy slugá, "Ik ben je dienaar") en "Я твой работник" (Ya tvoy rabótnik, "Ik ben je werker" of contextueel "Ik ben je slaaf") die bij de brug herhaald worden, werden ingesproken in een vocoder  net zoals de passage "We're charging our batteries and now we're full of energy..." / "We laden onze batterijen op en zitten boordevol energie". 